# Førde
Førde est une ancienne kommune de Norvège. Elle est située dans le comté de Sogn og Fjordane, et son siège administratif était la ville de Førde.

## Personnalités liées à la commune
- Jacob Storevik (1996-), footballeur, né à Førde.